# Heinz Ritter (Politiker, 1930)
Heinz Ritter (* 16. September 1930 in Tworkau, Landkreis Ratibor, Provinz Oberschlesien; † 26. März 2009 in Dorsten) war ein deutscher Politiker der SPD und von 1984 bis 1994 erster sozialdemokratischer Bürgermeister von Dorsten.

## Leben
Heinz Ritter wurde in der oberschlesischen Kleinstadt Tworkau als Sohn eines Gärtners geboren. Nach dem Zweiten Weltkrieg kam die Familie nach Westfalen. 1947 begann Ritter in Wattenscheid seine Tätigkeit als Bergmann. Er wurde zweimal fristlos gekündigt, nachdem er die harten Arbeitsbedingungen im damaligen Ruhrbergbau nicht kritiklos hatte hinnehmen wollen. In den folgenden Jahren besuchte er die Bergmannsschule und wurde, nachdem er 1954 nach Dorsten gezogen war, 1955 auf der dortigen Zeche Fürst Leopold jüngster Steiger im Ruhrgebiet. Er engagierte sich auch im Betriebsrat.
1972 trat Ritter in die SPD ein und begann, aktiv in der Dorstener Kommunalpolitik mitzuwirken. 1984 bewarb er sich erfolgreich um das Amt des Dorstener Bürgermeisters und bekleidete fortan als erster Sozialdemokrat dieses Amt. Besonders bekannt wurde er, als er aus Mangel an personalisierten Wahlkampfmaterialien begann, Schokoladentafeln der Marke Ritter Sport an potenzielle Wähler zu verschenken. 1989 wurde er im Amt bestätigt, und mit Ritter als Spitzenkandidat erreichte die Dorstener SPD zum ersten Mal mehr Sitze im Stadtrat als die CDU. 
Als Bürgermeister erwarb sich Ritter vor allem Verdienste um die Gründung des Jüdischen Museums. Außerdem setzte er sich für die Umgestaltung zentraler Teile der Dorstener Innenstadt zur Fußgängerzone ein. Während seiner zehnjährigen Amtszeit kamen internationale Städtepartnerschaften mit Waslala (Nicaragua), Ernée (Frankreich), Newtownabbey (Vereinigtes Königreich), Rybnik (Polen) und Hod haScharon (Israel) zustande.
Zur Wahl 1994 trat er nicht mehr als Bürgermeisterkandidat an, engagierte sich jedoch weiterhin in zahlreichen Vereinen und Verbänden, etwa als Vorsitzender im Schützenverein, im Männergesangsverein, im Schach-Club und als Leiter der Findungskommission für die Vergabe des Dorstener Ehrenamts-Preises. 2005 ernannte ihn die Dorstener SPD zu ihrem Ehrenvorsitzenden.